# Catalina Valls Aguiló de Son Servera
Catalina Valls Aguiló de Son Servera (Palma, 25 de juliol de 1920 – Palma, 5 de novembre de 2010) fou una actriu i escriptora mallorquina.
Va estudiar Magisteri, que va acabar el 1940. Es va formar en el teatre a Barcelona, on rebé classes de declamació i direcció a l'Institut del Teatre. Després va viure a Madrid, on va col·laborar en el programa radiofònic «Charlas», de Ràdio Nacional d'Espanya. A mitjans dels anys quaranta va tornar a Mallorca. S'incorporà primer al quadre escènic Ràdio Teatre, i durant alguns anys interpretà obres teatrals d'Eduardo Marquina, Adolfo Torrado, Jacinto Benavente o Thornton N. Wilder a Ràdio Mallorca.
El 1947 debutà al Teatre Principal amb La corona comtal, d'Aina Villalonga, amb l'Agrupació de Teatre Regional, que dirigia Catalina –Catina– Valls. Va treballar després amb l'Agrupació Artística Illa d'Or, creada el 1948, i més tard, als anys cinquanta, en alguns muntatges de la companyia Artis, com ara El rei Pepet, de Llorenç Capellà, S'Estopa ran des foc i Can Miraprim, de Martí Mayol.
Després de casar-se, al 1957, va deixar els escenaris durant una llarga temporada, i hi tornà als anys setanta amb obres de Joan Santamaria, Guillem Cabrer, i sobretot en la dramatització de la novel·la Mort de dama (1981), de Llorenç Villalonga, dirigida per Pere Noguera, interpretant un paper, el de donya Obdúlia, que la consagraria; el tornaria a interpretar el 1998.
En les dècades següents va continuar treballant en el teatre, amb les companyies Zanoguera-Alfaro i Nostra Terra. Als anys noranta va representar diverses obres, entre les quals Economia en 1940, un dels «Desbarats» de Llorenç Villalonga, o un nou muntatge de Mort de dama (1998), també dirigits per Pere Noguera, i diversos papers en obres de Bartomeu Ferrà i Salvador Galmés, Antoni Mus o Luis Segura. També va fer teatre en castellà en obres de Darío Niccodemi, Alfonso Paso, o Joaquín Calvo Sotelo.
Va fer cinema i televisió. Participà en la pel·lícula La senyora (1987), de Jordi Cadena.

## Obra literària
Com a escriptora sempre conreà la poesia i, a més, és autora de les obres teatrals Amor que renace (1933), que va escriure quan tenia tretze anys, La forastera de can Parera (1947), Dubte (1950) –estrenada a la Sala Augusta de Palma–, Cárcel de silencio (1953) i Desig (1954). També ha escrit narrativaː Marbre en flames, L'altra comèdia i Aquella placeta dels ginjols, de la qual també va escriure una versió teatral.

## Reconeixements
Va rebre diversos premis, entre els quals el Premi Ramon Llull, que li concedí el 1998 el Govern de les Illes Balears. I també l'Antena d'Or d'Antena 3, la Medalla d'Or de la Fundació Miguel Àngel Asturias o l'Ars Magna de la Casa Catalana de Mallorca.